# آجي بورشجريفينك
آجي بورشجريفينك (بالنرويجية البوكمول: Aage Storm Borchgrevink)‏ هو ناقد أدبي ومؤلف وكاتب نرويجي، ولد في 20 أكتوبر 1969 في أوسلو في النرويج.